# جغدري (لالة زار)
جغدري (بالفارسية: جغدری) هي قرية تقع في إيران في ناحية لاله زار. يقدر عدد سكانها بـ 659 نسمة بحسب إحصاء 2016.